# افسانه سیاوش
افسانهٔ سیاوش فیلمی حماسی و محصول سال ۱۹۷۶ میلادی شوروی می‌باشد. این فیلم، سومین قسمت از سه فیلم است که بر پایهٔ شاهنامه فردوسی ساخته شده‌اند.

## موضوع فیلم
شاهزادهٔ نجیب سیاوش، فرزند شاه کیکاووس ایرانی و از شاگردان رستم پهلوان است. نامادری جوان او سودابه قسم می‌خورد که از او انتقام بگیرد زیرا سیاوش عشق او را رد کرد. در این میان سپاهیان حاکم توران افراسیاب، به ایران هجوم آوردند اما ایرانیان به رهبری سیاوش بر دشمنان پیروز شدند. افراسیاب به نشانه آشتی، گروگان‌هایی را فرستاد، اما شاه کیکاووس پیر دستور اعدام آنها را داد. سیاوش که از چنین نیرنگی شوکه شده، ایران را ترک می‌کند و نزد افراسیاب به توران می‌رود و مخالفت خود را با چنین عملی از سوی کیکاووس اعلام می‌کند.
افراسیاب که تحت تأثیر سیاوش قرار گرفته، فرنگیس زیبا را به او برای ازدواج پیشنهاد می‌دهد. سیاوش با او ازدواج می‌کند و شهری جدید، آرام و زیبا را بنیان نهاد که فقط جوانان در آن زندگی کنند.
سودابهٔ حیله‌گر پیش افراسیاب به سیاوش تهمت خیانت می‌زند. کیکاووس به نادرستی سخنان سودابه پی می‌برد و برای ثابت کردن آن، دستور می دهد تا آتشی برپا کنند...

## بازیگران
- بیمبولات واتایف، رستم
- فرهاد یوسفوف، سیاوش
- سووتلانا اورلووا، سودابه
- اوتار کوبریدزه، کی‌کاووس
- آتو محمدجانوف، افراسیاب
- حبیبلو عبدالرزاقوف، بهرام
- دلارام غمبارووا، فریده
- توراخون احمدژانوف - توس
- تالقات نیقماتولین، تولان
- اسلیدین برهانوف، موبد
- گورمینژ زاوکیبکوف، گرسیوز
- الماس آسکروا، ملکه
- شمسی قیاموف، شاعر
- ایمومبردی مینگبایف، دمور
- کارتلوس مارادیشویلی، گیو
- فهیمه یورنو، فرنگیس
- محمدعلی محمدیف
- والریا سیرواتکو، لیلا